# Drapeau de la Slovaquie
Vous lisez un « bon article » labellisé en 2011.
Le drapeau de la Slovaquie (en slovaque : vlajka Slovenska) a été adopté le 3 septembre 1992. C'est un drapeau tricolore composé de trois bandes horizontales reprenant les couleurs panslaves : la bande supérieure est blanche, l'intermédiaire bleue et l'inférieure rouge. L'écu national, de type néogothique, est placé sur le drapeau pour le distinguer des autres drapeaux slaves : décalé du côté de la hampe, il empiète sur les bandes supérieure et inférieure du drapeau. Les proportions du drapeau sont 2:3. Ce drapeau aux dimensions de 1,5 × 1 m est également le pavillon de la marine marchande slovaque. C'est l'un des quatre symboles officiels de la République slovaque.
Depuis le 1er mai 2004, le drapeau européen est hissé à côté du drapeau slovaque, les deux drapeaux forment ensemble la présentation des couleurs de la République slovaque.

## Apparence
La loi no 63/1993 du 18 février 1993 définit l'apparence du drapeau de la république slovaque.

« Le drapeau national de la République slovaque est composé de trois bandes horizontales — blanche, bleue et rouge — agencées l'une en dessous de l'autre. Les armoiries nationales sont placées à la même distance des bords supérieur et inférieur du drapeau national et leur hauteur est égale à la moitié de celle du drapeau. Au contact de l'écu avec une autre couleur que le blanc se trouve un liseré blanc, large d'un centième de la longueur du drapeau. Dans les armoiries nationales figurant sur le drapeau national, aucune ligne de contour n'est utilisée. La proportion des côtés du drapeau national est de 2:3. »

L'écu se blasonne ainsi : « de gueules à la double croix d'argent sur le pic central d'un groupe de trois collines d'azur ».
Cette même loi fournit en annexe une représentation graphique du drapeau, dont les couleurs (blanc, bleu et rouge) sont définies comme suit, :
|         | \| Couleur \| ● Blanc \| ● Bleu \| ● Rouge \| \| ------- \| ------------- \| ----------- \| ----------- \| \| HTML \| #FFFFFF \| #0B4EA2 \| #EE1C25 \| \| RVB \| 255, 255, 255 \| 37, 74, 165 \| 237, 28, 36 \| \| Pantone \| White \| 286C \| 186C \| \| CMJN \| 0-0-0-0 \| 78-55-0-35 \| 0-88-85-7 \| |             |             |
| Couleur | ● Blanc | ● Bleu      | ● Rouge     |
| HTML    | #FFFFFF | #0B4EA2     | #EE1C25     |
| RVB     | 255, 255, 255 | 37, 74, 165 | 237, 28, 36 |
| Pantone | White | 286C        | 186C        |
| CMJN    | 0-0-0-0 | 78-55-0-35  | 0-88-85-7   |

## Histoire

### Avant l'indépendance de la Tchécoslovaquie
| Armoiries actuelles de la Hongrie, à gauche, les bandes horizontales de la dynastie Árpád : quatre d'argent et quatre de gueules, à droite, trois collines de sinople surmontées d'une double croix d'argent sur fond de gueules, dont la base est entourée par une couronne d'or placée sur la colline du milieu, la plus haute des trois. | Couverture des statuts de la matica slovenská avec en son centre dans un ovale trois collines azur surmonté d'une croix d'argent à double bras sur fond gueules | Armoiries actuelle de la Slovaquie, de gueules à la double croix d'argent sur le pic central d'un groupe de trois collines d'azur. |
| Armoiries actuelles de la Hongrie | Couverture des premiers statuts de la matica slovenská (1863)                                                                                                   | Armoiries actuelles de la Slovaquie                                                                                                |

La croix présente sur les armoiries serait d'origine byzantine : le roi Béla III (1171 – 1196) reçut une éducation à la cour de l'empereur de Constantinople et fut le premier à utiliser le symbole de la double croix sur le territoire du royaume de Hongrie. À partir du XIVe siècle, la double croix déposée sur trois collines devint le symbole de la Haute-Hongrie et progressivement des Slovaques qui formaient la majorité de la population de cette partie du royaume, Ce symbole est toujours présent sur les armoiries actuelles de la Hongrie dont les couleurs vert-blanc-rouge sont reprises par le drapeau national hongrois.

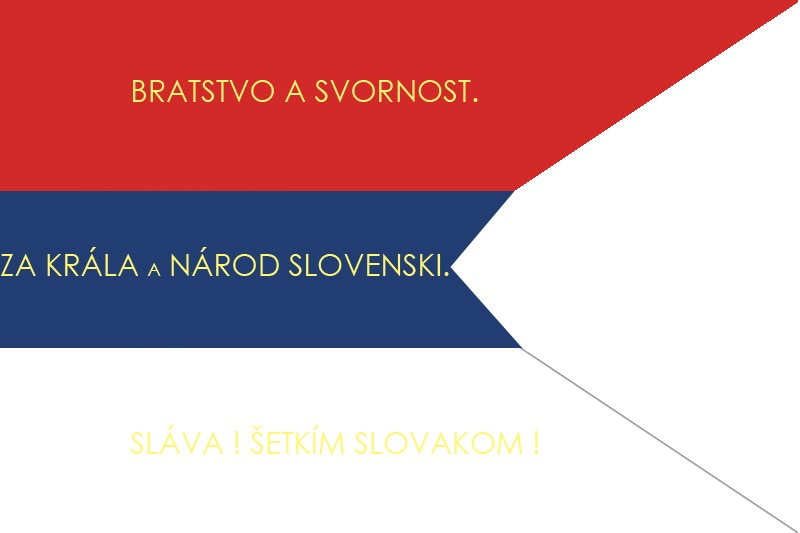
Drapeau des volontaires lors des mouvements révolutionnaires de 1848.

Le drapeau slovaque reprend les couleurs panslaves définies à Prague en 1848. Elles furent hissées pour la première fois lors des mouvements révolutionnaires du 18 septembre 1848. L'ordre des bandes n'était pas initialement défini. Celui utilisé actuellement s'imposa dès 1868.
Interdit par les autorités hongroises, le drapeau slovaque resta utilisé par les associations d'émigrants slovaques aux États-Unis. L'association culturelle et scientifique slovaque Matica slovenská, fondée en 1863 pour promouvoir la langue slovaque, fut le premier organisme slovaque à avoir choisi comme symbole les trois collines surmontées de la croix en appliquant les couleurs panslaves blanc-bleu-rouge.

### Tchécoslovaquie et État slovaque

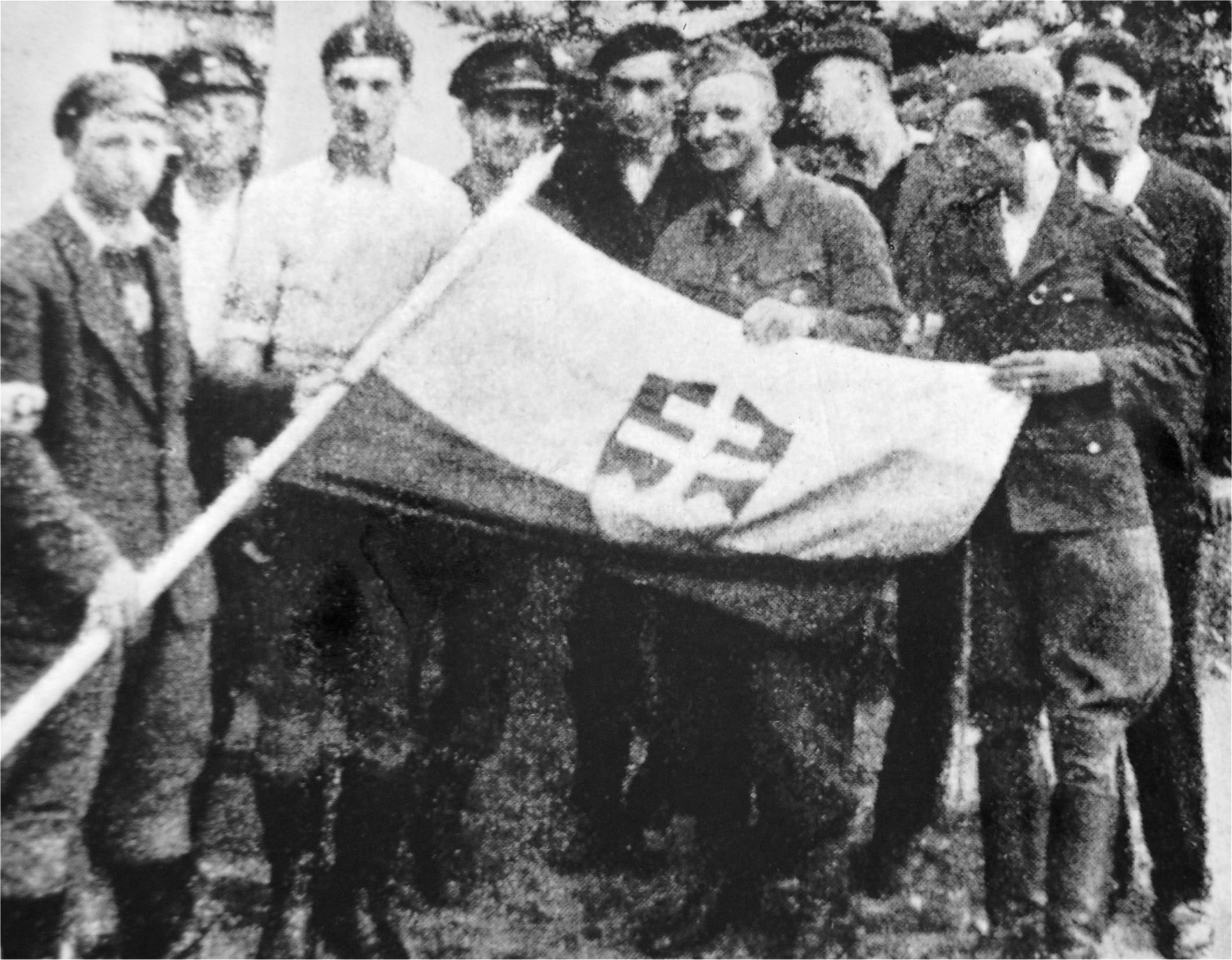
Le Peloton 535 pendant l'insurrection de Varsovie,1944

Les Slovaques s'associent aux Tchèques en 1918 lors du démembrement de l'Autriche-Hongrie, à la suite de la Première Guerre mondiale, en formant l'État de Tchécoslovaquie. Cet État adopte dans un premier temps le drapeau de Bohême aux bandes horizontales blanche et rouge, identique au drapeau polonais. Les couleurs slovaques blanche, bleue et rouge sont autorisées par les autorités tchécoslovaques par la loi no 1007/1919 du 28 février 1919, au côté des couleurs tchécoslovaques. Le 30 mars 1920, le drapeau tchécoslovaque est complété par un triangle bleu du côté de la hampe, représentant la Slovaquie.
Le 19 novembre 1938, la Slovaquie déclare son autonomie dans le cadre d'une Tchécoslovaquie amputée du territoire des Sudètes, annexés par l'Allemagne nazie, et du sud de la Slovaquie, annexé par la Hongrie. Cette autonomie est suivie le 14 mars 1939 d'une déclaration d'indépendance. Le drapeau à trois bandes blanche, bleue et rouge est adopté officiellement comme drapeau de la Slovaquie autonome puis indépendante. Les symboles nationaux seront définis dans une loi du 23 juin 1939:

« Le drapeau de l'État se compose de trois champs horizontaux dans cet ordre : blanc, azur (azur de Paris), rouge (vermillon foncé). »

Après la Seconde Guerre mondiale, l'État slovaque, allié de l'Allemagne nazie, disparait. La Tchécoslovaquie est reconstituée et le drapeau à bandes blanche et rouge et au triangle bleu est à nouveau le drapeau officiel. La Slovaquie n'aura plus de drapeau propre avant la révolution de velours, malgré la fédéralisation (en) de la Tchécoslovaquie communiste en 1969 et la création, de ce fait, de la République socialiste tchèque et de la République socialiste slovaque.
Le 1er mars 1990, le Conseil national slovaque adopte le drapeau tricolore à bandes horizontales comme symbole de la République slovaque dans le cadre de la fédération tchécoslovaque, alors que la République tchèque adopte le drapeau bicolore à deux bandes horizontales blanche et rouge. Ces drapeaux sont très peu utilisés à l'exception des nationalistes slovaques.
Après l'indépendance des deux États, la République tchèque conserve le drapeau tchécoslovaque en tant qu'emblème national, sans modification, malgré la « Loi sur la division de la Tchécoslovaquie » de 1992 qui interdit explicitement l'utilisation des symboles de la Tchécoslovaquie par les États qui en sont issus.

Drapeau de Tchécoslovaquie de 1918 à 1920
Drapeau de Tchécoslovaquie après 1920 et drapeau de la République tchèque depuis 1992.
Drapeau de Slovaquie entre 1939 et 1945
Drapeau de guerre de Slovaquie entre 1939 et 1945

### Slovaquie indépendante

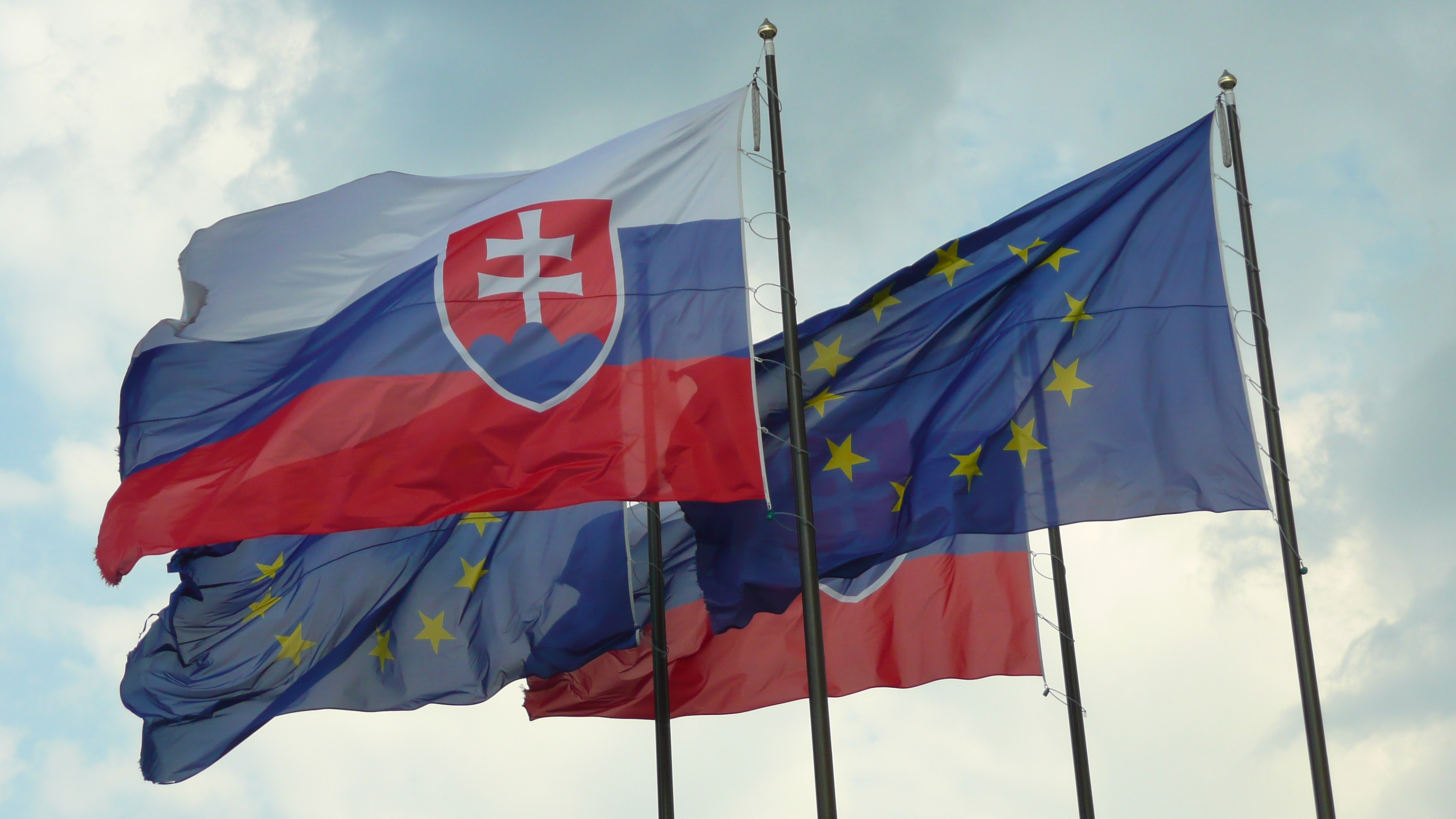
Drapeaux slovaques aux côtés des drapeaux européens devant le Conseil national de la République slovaque

Le drapeau actuel de la Slovaquie a été adopté par la constitution du 1er septembre 1992, article 9 § 2, qui prépare la dissolution de la fédération tchécoslovaque. Elle adopte un drapeau aux couleurs panslaves en y ajoutant l'écu national pour le différencier de celui de la Russie et aussi de celui de la Slovénie, qui possède un écu national différent.
Le drapeau sous cette forme a été hissé pour la première fois le 3 septembre 1992 à 20 h 22 heure locale devant le château de Bratislava. Sa forme exacte est définie par la loi no 63/1993 du 18 février 1993.
Le dessin actuel de l'écu national provient d'un sceau du milieu du XIVe siècle respectant la forme gothique des écus de cette période. Il regroupe les trois couleurs slaves et représente une croix patriarcale (à double traverse) d'argent (blanche) plantée sur une montagne à trois sommets bleus sur un champ de gueules (fond rouge). Selon la légende, les trois sommets symbolisent les monts Tatra, Fatra et Mátra (ce dernier se situant actuellement en Hongrie).

## Usage

### Usage en Slovaquie
La loi no 63/1993 du 18 février 1993 proscrit toute utilisation d'un drapeau sale ou endommagé. Elle détaille en outre les usages du drapeau qui doivent être en berne sur les bâtiments des organes de l'État, des forces armées, des corps de police et de pompiers et le siège des régions et communes.
Le drapeau est en particulier utilisé les jours de fêtes de l'État,.
- 1er janvier - Jour de l'indépendance de la République slovaque.
- 5 juillet - Fêtes des saints Cyrille et Méthode.
- 29 août - Anniversaire du Soulèvement national slovaque.
- 1er septembre - Jour de la constitution de la République slovaque.
- 17 novembre - Jour de la lutte pour la liberté et la démocratie.

En plus de ces journées annuelles, la loi prévoit de hisser le drapeau sur demande du ministère de l'intérieur slovaque pour les événements à caractère national comme une visite de chef d'État étranger. Les communes sont invitées à hisser le drapeau lors de fêtes locales.
En cas de deuil national, le drapeau est hissé jusqu'à la moitié de la hampe.

### Pavillon de marine
La loi no 435/2000 du 30 octobre 2000 complétée par l'avis no 220/2001 du 18 mai 2001 du ministère des transports, des postes et de la télécommunication définit le pavillon de marine comme étant le drapeau de la République slovaque aux dimensions d'1,5 m × 1 m,. La flotte maritime de commerce battant pavillon slovaque était composée de 330 navires au 1er janvier 2007. La Slovaquie étant un pays enclavé, son État n'est propriétaire d'aucun bateau. L'armée slovaque n'a pas de composante marine.

### Usage simultané avec d'autres drapeaux

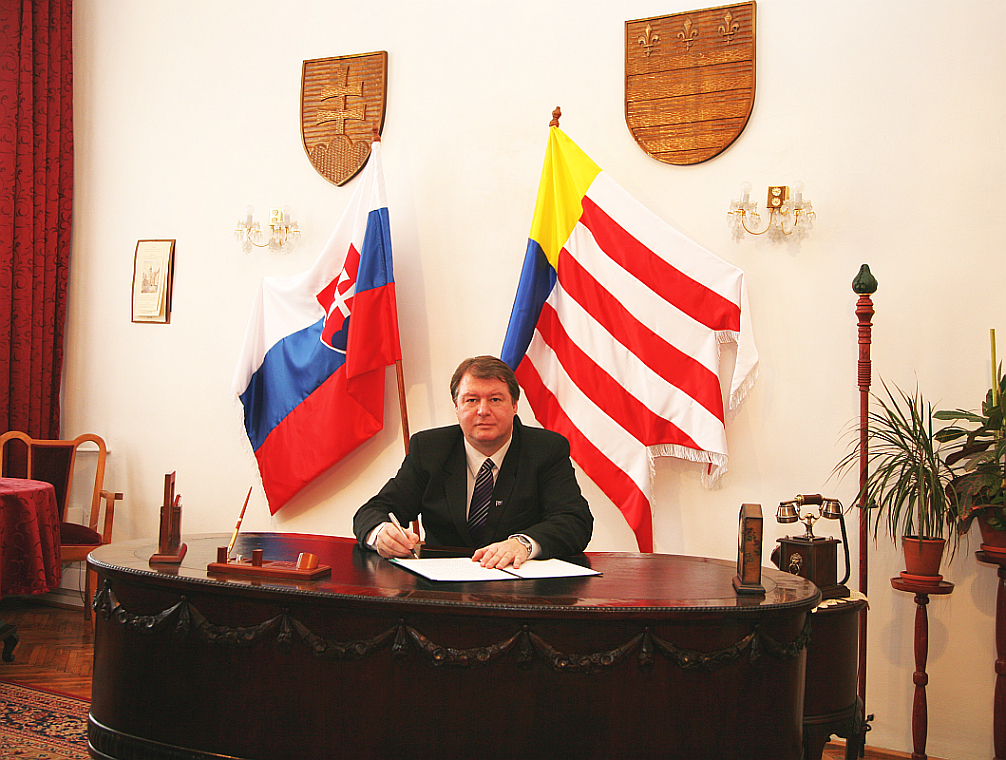
Le drapeau slovaque à gauche et le drapeau de Košice - Staré Mesto à droite

Le paragraphe 8 de la loi no 63/1993 du 18 février 1993 susmentionnée prévoit l'utilisation simultanée du drapeau slovaque et d'un ou de plusieurs autres drapeaux étatiques sur le territoire national :
- si deux drapeaux sont utilisés, le drapeau slovaque sera placé à la gauche de l'observateur ;
- si des drapeaux sont utilisés en nombre impair, le drapeau slovaque sera placé au milieu ;
- si des drapeaux sont utilisés en nombre pair, le drapeau slovaque sera placé à la gauche du milieu.

Depuis le 1er mai 2004, le drapeau européen fait partie de la présentation des couleurs de la République slovaque et son utilisation est régie par une recommandation du ministère de l'intérieur :
- si seuls les drapeaux slovaque et européen sont utilisés, le drapeau slovaque sera placé à la gauche de l'européen ;
- si les drapeaux slovaque et européen sont utilisés avec celui d'États tiers, le drapeau slovaque sera placé au milieu ou à la gauche du milieu si le nombre est pair et le drapeau européen à droite de la série de drapeaux ;
- si les drapeaux slovaque et européen sont utilisés avec le drapeau d'une région ou d'une commune slovaque, le drapeau slovaque sera placé au milieu, le drapeau européen à gauche et celui de la région ou de la commune à droite.

Cette recommandation envisage également d'autres cas de figure plus complexes.

## Variantes

### Drapeau vertical
Lorsqu'il est pendu verticalement, le drapeau slovaque peut avoir des proportions variables. Cependant, la longueur du drapeau ne peut dépasser trois fois la largeur de celui-ci. Les distances entre l'écu, le haut et les bords restent les mêmes.

### Pavillons du yachting maritime slovaque
Les propriétaires de yachts en mer peuvent utiliser un pavillon de la forme d'un triangle isocèle. Le côté de la drisse est alors le plus court. Les proportions sont de 2:3. Le drapeau est bleu bordé d'or (jaune) et porte en son centre l'écu national bordé d'or (jaune). Ce drapeau, qui existe sous forme horizontale et verticale, permet aux plaisanciers d'arborer les couleurs de leur pays sans contrevenir aux lois sur les pavillons de marine.

Drapeau national vertical dans une proportion 3:2.
Drapeau national pour yacht en mer type horizontal.
Drapeau national pour yacht en mer type vertical.
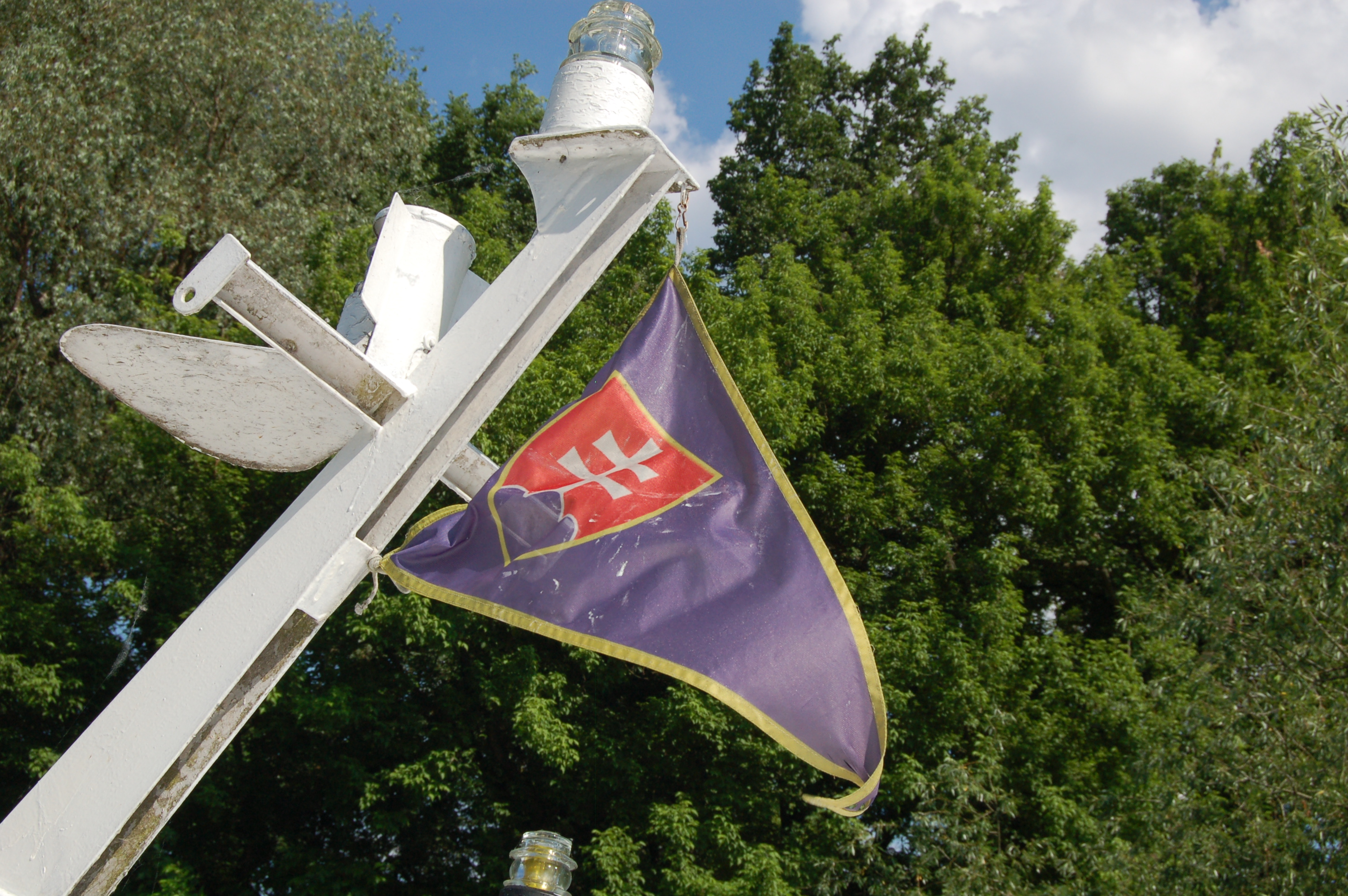
Drapeau national pour yacht sur la rivière Bodrog en Hongrie.

### Étendards présidentiels

Étendard du président de l'État slovaque de 1939 à 1945

Étendard du président de la république slovaque depuis 1993

Les présidents slovaques ont leur propre étendard qui se présente sous la forme d'un drapeau carré. Durant la période 1939–1945, il était décrit comme suit :

« Au centre d'un champ blanc est arboré l'écu national de la République slovaque ; sous l'écu la devise d'or “VERNÍ SEBE SVORNE NAPRED” ; dans chaque coin du champ une rose héraldique entrecroisée d'une flèche d'or. Sur chaque côté, entre les roses héraldiques, sont situées trois double croix au bras semblable de couleur rouge. Le tout est entouré d'un cordon azur en forme de croix et encadré d'une décoration en or . »

Depuis l'indépendance de 1993, une loi du 19 janvier 1993 définit et régit l'utilisation de l'étendard du président de la République slovaque.

« L'étendard du président de la république slovaque a la forme d'un carré rouge dans lequel, à partir du bord inférieur, sort les trois collines bleues avec la double croix blanche dans les proportions de l'écu national de la république slovaque. La bordure Blanc-rouge-bleu commence par la couleur blanche dans le coin supérieur de l'étendard du  côté de la hampe. Le dessin des signes est en argent, une ligne argentée borde le carré rouge et tout l'étendard. »

La loi précise que l'étendard signale le siège permanent ou provisoire du président et peut être utilisé dans le cadre des fonctions présidentielles. L'utilisation est similaire à l'étendard les années 1939 - 1945.

## Drapeaux aux couleurs panslaves

Drapeau panslave, adopté à la convention panslave de Prague en 1848.

Les couleurs panslaves, rouge, bleu et blanc, sont utilisées sur les drapeaux d'autres États possédant une majorité d'habitants ayant une origine slave. Ces couleurs sont inspirées du drapeau de l'Empire russe[citation nécessaire]. Elles furent adoptées par le mouvement panslave au XIXe siècle et symbolisaient les idéaux de révolution et de liberté. Les États actuels dont les couleurs du drapeau sont directement liées au mouvement panslave sont, en plus de la Slovaquie : la Croatie, la Russie, la Serbie, la Slovénie et la République tchèque. Le drapeau de la Bulgarie, malgré la couleur verte remplaçant le bleu, aurait aussi des origines panslaves.